# Montcourt-Fromonville
Montcourt-Fromonville és un municipi francès, situat al departament de Sena i Marne i a la regió de Illa de França. L'any 2007 tenia 2.123 habitants.
Forma part del cantó de Nemours, del districte de Fontainebleau i de la Comunitat de comunes Pays de Nemours.

## Demografia

### Població
El 2007 la població de fet de Montcourt-Fromonville era de 2.123 persones. Hi havia 768 famílies, de les quals 132 eren unipersonals (32 homes vivint sols i 100 dones vivint soles), 248 parelles sense fills, 344 parelles amb fills i 44 famílies monoparentals amb fills.
La població ha evolucionat segons el següent gràfic:
Habitants censats

### Habitatges
El 2007 hi havia 846 habitatges, 778 eren l'habitatge principal de la família, 30 eren segones residències i 38 estaven desocupats. 814 eren cases i 30 eren apartaments. Dels 778 habitatges principals, 695 estaven ocupats pels seus propietaris, 75 estaven llogats i ocupats pels llogaters i 8 estaven cedits a títol gratuït; 3 tenien una cambra, 14 en tenien dues, 49 en tenien tres, 194 en tenien quatre i 518 en tenien cinc o més. 664 habitatges disposaven pel capbaix d'una plaça de pàrquing. A 270 habitatges hi havia un automòbil i a 461 n'hi havia dos o més.

### Piràmide de població
La piràmide de població per edats i sexe el 2009 era:
| Homes | Edats   | Dones |
| ----- | ------- | ----- |
| 0     | 95 o +  | 0     |
| 0     | 90 a 94 | 4     |
| 4     | 85 a 89 | 12    |
| 8     | 80 a 84 | 4     |
| 16    | 75 a 79 | 32    |
| 16    | 70 a 74 | 24    |
| 28    | 65 a 69 | 8     |
| 44    | 60 a 64 | 32    |
| 64    | 55 a 59 | 72    |
| 88    | 50 a 54 | 96    |
| 108   | 45 a 49 | 116   |
| 96    | 40 a 44 | 136   |
| 88    | 35 a 39 | 92    |
| 72    | 30 a 34 | 52    |
| 64    | 25 a 29 | 56    |
| 76    | 20 a 24 | 40    |
| 96    | 15 a 19 | 120   |
| 116   | 10 a 14 | 92    |
| 84    | 5 a 9   | 84    |
| 40    | 0 a 4   | 68    |

## Economia
El 2007 la població en edat de treballar era de 1.431 persones, 1.033 eren actives i 398 eren inactives. De les 1.033 persones actives 974 estaven ocupades (512 homes i 462 dones) i 59 estaven aturades (29 homes i 30 dones). De les 398 persones inactives 153 estaven jubilades, 164 estaven estudiant i 81 estaven classificades com a «altres inactius».

### Ingressos
El 2009 a Montcourt-Fromonville hi havia 792 unitats fiscals que integraven 2.152,5 persones, la mediana anual d'ingressos fiscals per persona era de 21.894 €.

### Activitats econòmiques
Dels 68 establiments que hi havia el 2007, 1 era d'una empresa extractiva, 2 d'empreses de fabricació de material elèctric, 3 d'empreses de fabricació d'altres productes industrials, 12 d'empreses de construcció, 10 d'empreses de comerç i reparació d'automòbils, 5 d'empreses de transport, 1 d'una empresa d'hostatgeria i restauració, 1 d'una empresa d'informació i comunicació, 3 d'empreses immobiliàries, 16 d'empreses de serveis, 10 d'entitats de l'administració pública i 4 d'empreses classificades com a «altres activitats de serveis».
Dels 17 establiments de servei als particulars que hi havia el 2009, 1 era una oficina de correu, 2 tallers de reparació d'automòbils i de material agrícola, 1 taller d'inspecció tècnica de vehicles, 2 paletes, 2 fusteries, 1 lampisteria, 1 electricista, 2 empreses de construcció, 2 perruqueries, 1 restaurant i 2 agències immobiliàries.
Dels 2 establiments comercials que hi havia el 2009, 1 era un hipermercat i 1 una peixateria.

## Equipaments sanitaris i escolars
L'únic equipament sanitari que hi havia el 2009 era una farmàcia.
El 2009 hi havia 1 escola maternal i 1 escola elemental.

## Poblacions més properes
El següent diagrama mostra les poblacions més properes.